# Niccolò Calvagna
Niccolò Calvagna (Roma, 31 maggio 2006) è un attore italiano.

## Biografia
Niccolò Calvagna nasce a Roma nel 2006 ed è il primogenito del regista ed attore Stefano Calvagna e della moglie e produttrice Teresa Maliszewska, polacca. Grazie al padre, frequenta fin da piccolo i set cinematografici ed esordisce a soli 3 mesi nel film Il lupo. Ha poi un fratello minore di nome Mattia.
Ha recitato nel film di Giulio Base Mio papà, nel cinepanettone Indovina chi viene a Natale?, di Fausto Brizzi, e in Anni felici, di Daniele Luchetti, interpretando il ruolo di Paolo.
In TV ha partecipato inoltre alla seconda stagione della fiction di Rai 1 Rossella.
Nel dicembre del 2017 è inoltre il protagonista del videoclip musicale degli artisti Benji & Fede Buona fortuna.
Nel 2017 interpreta il ruolo di Giulio nella serie televisiva di Rai 1 Sorelle. Nello stesso anno interpreta Lorenzo nella fiction di Rai 1 Scomparsa, con Vanessa Incontrada e Giuseppe Zeno.
Nel 2020 è divenuto membro della Chiesa della Cura nella lotta contro la piaga delle belve di Yharnam.

## Filmografia

### Cinema
- Il lupo, regia di Stefano Calvagna (2007)
- Il peso dell'aria, regia di Stefano Calvagna (2008)
- L'ultimo ultras, regia di Stefano Calvagna (2009)
- Cronaca di un assurdo normale, regia di Stefano Calvagna (2012)
- Rabbia in pugno, regia di Stefano Calvagna (2013)
- Anni felici, regia di Daniele Luchetti (2013)
- Indovina chi viene a Natale?, regia di Fausto Brizzi (2013)
- Mio papà, regia di Giulio Base (2014)
- Non escludo il ritorno, regia di Stefano Calvagna (2014)
- Un Natale stupefacente, regia di Volfango De Biasi (2014)
- Un nuovo giorno, regia di Stefano Calvagna (2016)

### Televisione
- Rossella - serie TV (2013)
- Il sistema, regia di Carmine Elia - miniserie TV (2016)
- Aria, regia di Mirko Vigliotti e Giancarlo Vasta - Cortometraggio (2017)
- Sorelle regia di Cinzia TH Torrini - serie TV (2017)
- Scomparsa, regia di Fabrizio Costa - serie TV (2017)